# موربينو
موربينو هي بلدة إيطالية تقع في مقاطعة سوندريو في إقليم لومبارديا.